# Dōkyō
Dōkyō (道鏡, 700 – 13 de maio de 772) foi um monge budista japonês da Seita Hossō, e uma importante figura política do período Nara.

## Vida pregressa
Dōkyō nasceu na província de Kawachi. Sua família, descendente de Yuge no Muraji, fazia parte da nobreza da província. Ele foi ensinado tanto por um professor confucionista quanto pelo abade Gien do Eihei-ji. Com Gien aprendeu sânscrito. Posteriormente, Dōkyō viveu como asceta por vários anos na Cordilheira Katsuragi, talvez um dos primeiros lugares do Shugendō (修験道),  onde praticou meditação e sutras; ambas as práticas estavam preocupadas com a aquisição de poderes mágicos. Em 748, foi aceito no Tōdai-ji dirigido por Rōben, e em 749 ele participou de uma cerimônia de cópia de sutra em Nara, e foi chamado à corte da Imperatriz Koken três anos depois.

## Ascensão ao poder
Quando Dōkyō curou a doença de Kōken em 761, contraída depois que ela abdicou em 758, alcançou um lugar seguro e influente em sua corte. Ela inicialmente o considerava seu curador e conselheiro espiritual, depois passou a recorrer a ele também para obter conselhos políticos. Segundo alguns relatos, ele também se tornou seu amante. Quando o Imperador Junnin tentou protestar sobre essa último questão, ela o rejeitou e concedeu a Dōkyō maiores poderes e autoridade. Ela o nomeou shōsōzu em 763, uma posição importante na hierarquia budista. Fujiwara no Nakamaro, um dos favoritos do imperador Junnin, ficou irritado com esta decisão, mas falhou em sua tentativa de se opor a Dōkyō - ele acabou sendo exilado. Quando Kōken retornou ao trono como imperatriz Shotoku após a rebelião malsucedida de Nakamaro, Dōkyō foi promovido a Naidaijin em 764 e em  Daijō Daijin em 765, dando-lhe autoridade sobre assuntos civis e religiosos.
Em 766, Dōkyō foi promovido a Hō-ō (budista hegemônico ou rei do Dharma); e em 767, essa posição foi alterada para incluir autoridade militar. No ano seguinte, em 768, Dōkyō convenceu um oráculo do Santuário de Usa na província de Buzen a prever que haveria a paz no Japão se Dōkyō fosse nomeado imperador. Isso irritou a classe dominante, incluindo o poderoso clã Fujiwara que enviou Wake no Kiyomaro até Usa para trazer a Quioto um segundo oráculo que afirmava:
Desde o estabelecimento de nosso Estado, a distinção entre senhor e povo foi fixada. Nunca houve uma ocasião em que um plebeu foi feito senhor.A sucessão ao trono do Sol Celestial será entregue a uma das linhagens imperiais; as pessoas más devem ser imediatamente varridas.
Em resposta ao segundo oráculo, Dōkyō foi preso por Wake no Kiyomaro e foi colocado em prisão domiciliar perto de Osaka.

## Políticas adotadas em seu governo
Durante esse período, no auge de seu poder político e influência, Dōkyō construiu um templo em Yao, na província de Osaka, patrocinado pela Imperatriz Shōtoku. Suas fundações foram descobertas por arqueólogos em 2017. Além disso, os templos existentes receberam doações extravagantes e os projetos de construção em andamento foram acelerados e ampliados. O Santuário de Usa também recebeu doações de terra.
Dōkyō também espalhou ativamente os princípios budistas e a própria religião. Foram emitidas leis proibindo a criação de cães e falcões para a caça, e carne e peixe foram proibidos de serem servidos na mesa do imperador.
Além disso, o poder dos grandes clãs, como os Fujiwara, foi reduzido e limitado durante esse período.

## Queda do poder e sua morte
Quando a imperatriz morreu em 770, Dōkyō foi despojado de seus títulos e banido de Nara, enviado à Província de Ōsumi na ilha de Kyushu vindo a falecer 2 anos depois; o clã Fujiwara reconquistou sua autoridade sobre as instituições monásticas e de forma geral sobre o cenário político.